# سيرجيو نونيز (لاعب كرة قدم)
سيرجيو نونيز (بالإسبانية: Sergio Núñez)‏ هو لاعب كرة قدم أوروغواياني، ولد في 30 يونيو 2000 في بايساندو في الأوروغواي.

## وصلات خارجية
- سيرجيو نونيز (لاعب كرة قدم) على موقع قاعدة بيانات كرة القدم.إي يو (الإنجليزية)
- سيرجيو نونيز (لاعب كرة قدم) على موقع Soccerway.com (الإنجليزية)
- سيرجيو نونيز (لاعب كرة قدم) على موقع عالم كرة القدم.نت (الإنجليزية)